# Grand Prix Chin 2010
Grand Prix Chin 2010 – czwarta runda Mistrzostw Świata Formuły 1 w sezonie 2010.

## Lista zgłoszeń
Na niebieskim tle kierowcy biorący udział jedynie w piątkowych treningach
| Nr | Kierowca           | Zespół                       | Samochód          | Silnik               | Opony |
| -- | ------------------ | ---------------------------- | ----------------- | -------------------- | ----- |
| 1  | Jenson Button      | Vodafone McLaren Mercedes    | McLaren MP4-25    | Mercedes-Benz FO108X | B     |
| 2  | Lewis Hamilton     | Vodafone McLaren Mercedes    | McLaren MP4-25    | Mercedes-Benz FO108X | B     |
| 3  | Michael Schumacher | Mercedes GP Petronas F1 Team | Mercedes MGP W01  | Mercedes-Benz FO108X | B     |
| 4  | Nico Rosberg       | Mercedes GP Petronas F1 Team | Mercedes MGP W01  | Mercedes-Benz FO108X | B     |
| 5  | Sebastian Vettel   | Red Bull Racing              | Red Bull RB6      | Renault RS27-2010    | B     |
| 6  | Mark Webber        | Red Bull Racing              | Red Bull RB6      | Renault RS27-2010    | B     |
| 7  | Felipe Massa       | Scuderia Marlboro Ferrari    | Ferrari F10       | Ferrari 056          | B     |
| 8  | Fernando Alonso    | Scuderia Marlboro Ferrari    | Ferrari F10       | Ferrari 056          | B     |
| 9  | Rubens Barrichello | AT&T WilliamsF1 Team         | Williams FW32     | Cosworth CA2010      | B     |
| 10 | Nico Hülkenberg    | AT&T WilliamsF1 Team         | Williams FW32     | Cosworth CA2010      | B     |
| 11 | Robert Kubica      | Renault F1 Team              | Renault R30       | Renault RS27-2010    | B     |
| 12 | Witalij Pietrow    | Renault F1 Team              | Renault R30       | Renault RS27-2010    | B     |
| 14 | Adrian Sutil       | Force India Formula One Team | Force India VJM03 | Mercedes-Benz FO108X | B     |
| 15 | Vitantonio Liuzzi  | Force India Formula One Team | Force India VJM03 | Mercedes-Benz FO108X | B     |
| 15 | Paul di Resta      | Force India Formula One Team | Force India VJM03 | Mercedes-Benz FO108X | B     |
| 16 | Sébastien Buemi    | Scuderia Toro Rosso          | Toro Rosso STR5   | Ferrari 056          | B     |
| 17 | Jaime Alguersuari  | Scuderia Toro Rosso          | Toro Rosso STR5   | Ferrari 056          | B     |
| 18 | Jarno Trulli       | Lotus F1 Racing              | Lotus T127        | Cosworth CA2010      | B     |
| 19 | Heikki Kovalainen  | Lotus F1 Racing              | Lotus T127        | Cosworth CA2010      | B     |
| 20 | Karun Chandhok     | HRT F1 Team                  | Hispania F110     | Cosworth CA2010      | B     |
| 21 | Bruno Senna        | HRT F1 Team                  | Hispania F110     | Cosworth CA2010      | B     |
| 22 | Pedro de la Rosa   | BMW Sauber F1 Team           | BMW Sauber C29    | Ferrari 056          | B     |
| 23 | Kamui Kobayashi    | BMW Sauber F1 Team           | BMW Sauber C29    | Ferrari 056          | B     |
| 24 | Timo Glock         | Virgin Racing                | Virgin VR-01      | Cosworth CA2010      | B     |
| 25 | Lucas Di Grassi    | Virgin Racing                | Virgin VR-01      | Cosworth CA2010      | B     |
| Nr | Kierowca           | Zespół                       | Samochód          | Silnik               | Opony |

## Wyniki

### Sesje treningowe
| Sesja | Nr | Kierowca       | Konstruktor      | Czas     | Okr. |
| ----- | -- | -------------- | ---------------- | -------- | ---- |
| 1     | 1  | Jenson Button  | McLaren-Mercedes | 1:36,677 | 15   |
| 2     | 2  | Lewis Hamilton | McLaren-Mercedes | 1:35,217 | 26   |
| 3     | 6  | Mark Webber    | Red Bull-Renault | 1:35,323 | 16   |

### Kwalifikacje
Źródło: Wyprzedź Mnie!
| Poz. | Nr | Kierowca           | Konstruktor          | Q1       | Q2       | Q3       | Poz. s. |
| --- | --- | ------------------ | -------------------- | -------- | -------- | -------- | ------- |
| 1 | 5 | Sebastian Vettel   | Red Bull-Renault     | 1:36,317 | 1:35,280 | 1:34,558 | 1       |
| 2 | 6 | Mark Webber        | Red Bull-Renault     | 1:35,978 | 1:35,100 | 1:34,806 | 2       |
| 3 | 8 | Fernando Alonso    | Ferrari              | 1:35,987 | 1:35,235 | 1:34,913 | 3       |
| 4 | 4 | Nico Rosberg       | Mercedes             | 1:35,952 | 1:35,134 | 1:34,923 | 4       |
| 5 | 1 | Jenson Button      | McLaren-Mercedes     | 1:36,122 | 1:35,443 | 1:34,979 | 5       |
| 6 | 2 | Lewis Hamilton     | McLaren-Mercedes     | 1:35,641 | 1:34,928 | 1:35,034 | 6       |
| 7 | 7 | Felipe Massa       | Ferrari              | 1:36,076 | 1:35,290 | 1:35,180 | 7       |
| 8 | 11 | Robert Kubica      | Renault              | 1:36,348 | 1:35,550 | 1:35,364 | 8       |
| 9 | 3 | Michael Schumacher | Mercedes             | 1:36,484 | 1:35,715 | 1:35,646 | 9       |
| 10 | 14 | Adrian Sutil       | Force India-Mercedes | 1:36,671 | 1:35,665 | 1:35,963 | 10      |
| 11 | 9 | Rubens Barrichello | Williams-Cosworth    | 1:36,664 | 1:35,748 | –        | 11      |
| 12 | 17 | Jaime Alguersuari  | Toro Rosso-Ferrari   | 1:36,618 | 1:36,047 | –        | 12      |
| 13 | 16 | Sébastien Buemi    | Toro Rosso-Ferrari   | 1:36,793 | 1:36,149 | –        | 13      |
| 14 | 12 | Witalij Pietrow    | Renault              | 1:37,031 | 1:36,311 | –        | 14      |
| 15 | 23 | Kamui Kobayashi    | BMW Sauber-Ferrari   | 1:37,044 | 1:36,422 | –        | 15      |
| 16 | 10 | Nico Hülkenberg    | Williams-Cosworth    | 1:37,049 | 1:36,647 | –        | 16      |
| 17 | 22 | Pedro de la Rosa   | BMW Sauber-Ferrari   | 1:37,050 | 1:37,020 | –        | 17      |
| 18 | 15 | Vitantonio Liuzzi  | Force India-Mercedes | 1:37,161 | –        | –        | 18      |
| 19 | 24 | Timo Glock         | Virgin-Cosworth      | 1:39,278 | –        | –        | NW      |
| 20 | 18 | Jarno Trulli       | Lotus-Cosworth       | 1:39,399 | –        | –        | 20      |
| 21 | 19 | Heikki Kovalainen  | Lotus-Cosworth       | 1:39,520 | –        | –        | 21      |
| 22 | 25 | Lucas Di Grassi    | Virgin-Cosworth      | 1:39,783 | –        | –        | PIT     |
| 23 | 21 | Bruno Senna        | HRT-Cosworth         | 1:40,469 | –        | –        | 23      |
| 24 | 20 | Karun Chandhok     | HRT-Cosworth         | 1:40,578 | –        | –        | PIT     |
| Poz. | Nr | Kierowca           | Konstruktor          | Q1       | Q2       | Q3       | Poz. s. |
| \| Legenda \| Legenda \| \| ------------------------ \| ---------------------------------------------------------------------------------------------------------------------------------------------------------------------------------------------------------------------------------------------------------------- \| \| Poz. Nr Q1 Q2 Q3 Poz. s. \| Pozycja zajęta w sesji kwalifikacyjnej Numer startowy kierowcy Wynik uzyskany w pierwszej części kwalifikacji Wynik uzyskany w drugiej części kwalifikacji Wynik uzyskany w trzeciej części kwalifikacji Pozycja startowa po uwzględnięniu kar, przesunięć, itp. \| | |                    |                      |          |          |          |         |
| Legenda | |                    |                      |          |          |          |         |
| Poz. Nr Q1 Q2 Q3 Poz. s. | Pozycja zajęta w sesji kwalifikacyjnej Numer startowy kierowcy Wynik uzyskany w pierwszej części kwalifikacji Wynik uzyskany w drugiej części kwalifikacji Wynik uzyskany w trzeciej części kwalifikacji Pozycja startowa po uwzględnięniu kar, przesunięć, itp. |                    |                      |          |          |          |         |

### Wyścig

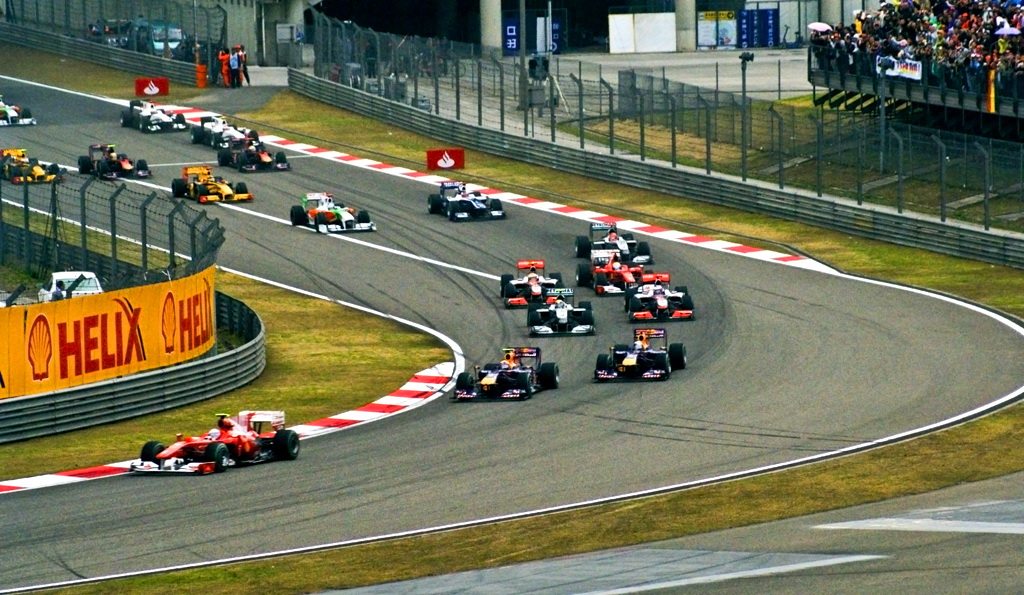
Kierowcy po starcie wyścigu

Źródło: Wyprzedź Mnie!
| P                                                     | + / –     | Nr | Kierowca           | Konstruktor          | Okr. | Czas / Strata    | Komentarz                             |
| ----------------------------------------------------- | --------- | -- | ------------------ | -------------------- | ---- | ---------------- | ------------------------------------- |
| 1                                                     | 4         | 1  | Jenson Button      | McLaren-Mercedes     | 56   | 1h46m42,163      |                                       |
| 2                                                     | 4         | 2  | Lewis Hamilton     | McLaren-Mercedes     | 56   | +0:01,530        |                                       |
| 3                                                     | 1         | 4  | Nico Rosberg       | Mercedes             | 56   | +0:09,484        |                                       |
| 4                                                     | 1         | 8  | Fernando Alonso    | Ferrari              | 56   | +0:11,869        | [ 6 ]                                 |
| 5                                                     | 3         | 11 | Robert Kubica      | Renault              | 56   | +0:22,213        |                                       |
| 6                                                     | 5         | 5  | Sebastian Vettel   | Red Bull-Renault     | 56   | +0:33,310        |                                       |
| 7                                                     | 7         | 12 | Witalij Pietrow    | Renault              | 56   | +0:47,600        |                                       |
| 8                                                     | 6         | 6  | Mark Webber        | Red Bull-Renault     | 56   | +0:52,172        |                                       |
| 9                                                     | 2         | 7  | Felipe Massa       | Ferrari              | 56   | +0:57,796        |                                       |
| 10                                                    | 1         | 3  | Michael Schumacher | Mercedes             | 56   | +1:01,749        |                                       |
| 11                                                    | 1         | 14 | Adrian Sutil       | Force India-Mercedes | 56   | +1:02,874        |                                       |
| 12                                                    | 1         | 9  | Rubens Barrichello | Williams-Cosworth    | 56   | +1:03,665        |                                       |
| 13                                                    | 1         | 17 | Jaime Alguersuari  | Toro Rosso-Ferrari   | 56   | +1:11,416        |                                       |
| 14                                                    | 6         | 19 | Heikki Kovalainen  | Lotus-Cosworth       | 55   | +1 okr.          |                                       |
| 15                                                    | 1         | 10 | Nico Hülkenberg    | Williams-Cosworth    | 55   | +1 okr. (09,077) |                                       |
| 16                                                    | 6         | 21 | Bruno Senna        | HRT-Cosworth         | 54   | +2 okr. (26,242) |                                       |
| 17                                                    | Bez zmian | 20 | Karun Chandhok     | HRT-Cosworth         | 52   | +4 okr.          |                                       |
| Niesklasyfikowani                                     |           |    |                    |                      |      |                  |                                       |
|                                                       |           | 18 | Jarno Trulli       | Lotus-Cosworth       | 26   |                  | hydraulika                            |
|                                                       |           | 25 | Lucas Di Grassi    | Virgin-Cosworth      | 8    |                  | sprzęgło                              |
|                                                       |           | 22 | Pedro de la Rosa   | BMW Sauber-Ferrari   | 7    |                  | silnik                                |
|                                                       |           | 16 | Sébastien Buemi    | Toro Rosso-Ferrari   | 0    |                  | kolizja z Liuzzim                     |
|                                                       |           | 23 | Kamui Kobayashi    | BMW Sauber-Ferrari   | 0    |                  | kolizja z Liuzzim                     |
|                                                       |           | 15 | Vitantonio Liuzzi  | Force India-Mercedes | 0    |                  | poślizg/kolizja z Buemim i Kobayashim |
| Nie wystartowali / niedopuszczeni do ponownego startu |           |    |                    |                      |      |                  |                                       |
|                                                       |           | 24 | Timo Glock         | Virgin-Cosworth      | –    |                  | silnik                                |
| P                                                     | + / –     | Nr | Kierowca           | Konstruktor          | Okr. | Czas / Strata    | Komentarz                             |

### Najszybsze okrążenie
Źródło: Wyprzedź Mnie!
| Nr | Kierowca       | Konstruktor      | Czas     | Okr. |
| -- | -------------- | ---------------- | -------- | ---- |
| 2  | Lewis Hamilton | McLaren-Mercedes | 1:42,061 | 13   |

## Prowadzenie w wyścigu
| Nr                              | Kierowca        | Okrążenia | Suma |
| ------------------------------- | --------------- | --------- | ---- |
| 8                               | Fernando Alonso | 1-2       | 2    |
| 4                               | Nico Rosberg    | 3-18      | 16   |
| 1                               | Jenson Button   | 19-56     | 38   |
| \| Wykres \| \| ------ \| \| \| |                 |           |      |
| Wykres                          |                 |           |      |
|                                 |                 |           |      |

## Klasyfikacja po wyścigu

### Kierowcy
| P                 | +/− | Kierowca           | Starty | Punkty | P1 | P2 | P3 | PP | NO | NS |
| ----------------- | --- | ------------------ | ------ | ------ | -- | -- | -- | -- | -- | -- |
| 1                 | +3  | Jenson Button      | 4      | 60     | 2  | –  | –  | –  | –  | –  |
| 2                 | +3  | Nico Rosberg       | 4      | 50     | –  | –  | 2  | –  | –  | –  |
| 3                 | −1  | Fernando Alonso    | 4      | 49     | 1  | –  | –  | –  | 1  | –  |
| 4                 | +2  | Lewis Hamilton     | 4      | 49     | –  | 1  | 1  | –  | 1  | –  |
| 5                 | −2  | Sebastian Vettel   | 4      | 45     | 1  | –  | –  | 3  | –  | 1  |
| 6                 | −5  | Felipe Massa       | 4      | 41     | –  | 1  | 1  | –  | –  | –  |
| 7                 | 0   | Robert Kubica      | 4      | 40     | –  | 1  | –  | –  | –  | –  |
| 8                 | 0   | Mark Webber        | 4      | 28     | –  | 1  | –  | 1  | 2  | –  |
| 9                 | 0   | Adrian Sutil       | 4      | 10     | –  | –  | –  | –  | –  | –  |
| 10                | 0   | Michael Schumacher | 4      | 10     | –  | –  | –  | –  | –  | 1  |
| 11                | 0   | Vitantonio Liuzzi  | 4      | 8      | –  | –  | –  | –  | –  | 2  |
| 12                | N   | Witalij Pietrow    | 4      | 6      | –  | –  | –  | –  | –  | 3  |
| 13                | −1  | Rubens Barrichello | 4      | 5      | –  | –  | –  | –  | –  | –  |
| 14                | −1  | Jaime Alguersuari  | 4      | 2      | –  | –  | –  | –  | –  | –  |
| 15                | −1  | Nico Hülkenberg    | 4      | 1      | –  | –  | –  | –  | –  | 1  |
| 16                | −1  | Sébastien Buemi    | 4      | 0      | –  | –  | –  | –  | –  | 2  |
| 17                | −1  | Pedro de la Rosa   | 3      | 0      | –  | –  | –  | –  | –  | 2  |
| 18                | −1  | Heikki Kovalainen  | 4      | 0      | –  | –  | –  | –  | –  | 1  |
| 19                | 0   | Lucas Di Grassi    | 4      | 0      | –  | –  | –  | –  | –  | 3  |
| 20                | −2  | Karun Chandhok     | 4      | 0      | –  | –  | –  | –  | –  | 1  |
| 21                | −1  | Bruno Senna        | 4      | 0      | –  | –  | –  | –  | –  | 2  |
| 22                | −1  | Jarno Trulli       | 3      | 0      | –  | –  | –  | –  | –  | 1  |
| Niesklasyfikowani |     |                    |        |        |    |    |    |    |    |    |
| –                 |     | Timo Glock         | 3      | –      | –  | –  | –  | –  | –  | 3  |
| –                 |     | Kamui Kobayashi    | 4      | –      | –  | –  | –  | –  | –  | 4  |
| P                 | +/− | Kierowca           | Starty | Punkty | P1 | P2 | P3 | PP | NO | NS |

### Konstruktorzy
| P  | +/− | Konstruktor          | Starty | Punkty | P1 | P2 | P3 | PP | NO | NS |
| -- | --- | -------------------- | ------ | ------ | -- | -- | -- | -- | -- | -- |
| 1  | +1  | McLaren-Mercedes     | 8      | 109    | 2  | 1  | 1  | –  | 1  | –  |
| 2  | −1  | Ferrari              | 8      | 90     | 1  | 1  | 1  | –  | 1  | –  |
| 3  | 0   | Red Bull-Renault     | 8      | 73     | 1  | 1  | –  | 4  | 2  | 1  |
| 4  | 0   | Mercedes             | 8      | 60     | –  | –  | 2  | –  | –  | 1  |
| 5  | 0   | Renault              | 8      | 46     | –  | 1  | –  | –  | –  | 3  |
| 6  | 0   | Force India-Mercedes | 8      | 18     | –  | –  | –  | –  | –  | 2  |
| 7  | 0   | Williams-Cosworth    | 8      | 6      | –  | –  | –  | –  | –  | 1  |
| 8  | 0   | Toro Rosso-Ferrari   | 6      | 2      | –  | –  | –  | –  | –  | 2  |
| 9  | 0   | BMW Sauber-Ferrari   | 7      | 0      | –  | –  | –  | –  | –  | 6  |
| 10 | 0   | Lotus-Cosworth       | 7      | 0      | –  | –  | –  | –  | –  | 2  |
| 11 | 0   | HRT-Cosworth         | 8      | 0      | –  | –  | –  | –  | –  | 3  |
| 12 | 0   | Virgin-Cosworth      | 7      | 0      | –  | –  | –  | –  | –  | 6  |
| P  | +/− | Konstruktor          | Starty | Punkty | P1 | P2 | P3 | PP | NO | NS |